# 浦賀和宏
浦賀和宏（日语：／ Uraga Kazuhiro */?，1978年12月8日—2020年2月25日），本名八木剛（日语：／ Yagi Tsuyoshi），是一位日本推理小說家。

## 生平
浦賀和宏1978年生于神奈川县，1998年凭借小说《记忆的尽头》获第五届梅菲斯特獎，其他代表作有《时之鸟笼》《沉眠的牢狱》《浦贺和宏杀人事件》；2020年2月25日因顱內出血逝世。
浦贺和宏这一笔名取自川崎市的浦贺站，松本清张《砂器》中的人物的和贺英良，以及他父亲的名字。

## 评价
推理小说作家千街晶之评价道，浦贺和宏的出道作融合了推理、科幻、青春等风格，此后的作品有更强的流派混合倾向。千街晶之认为浦贺和宏的作品有一种自虐情节，比如《浦贺和宏杀人事件》中有代表作者自身的人物登场，并吃尽苦头；又如对应他本名的名为八木刚士的人物在作品中频频出现。

## 作品列表

### 安藤直樹系列
- 《记忆的尽头》（日语：記憶の果て THE END OF MEMORY，1998年2月  ISBN 4061820060.）
- 《时之鸟笼》（日语：時の鳥籠 THE ENDLESS RETURNING，1998年9月  ISBN 4061820400.）
- 《头盖骨中的乐园》（日语：頭蓋骨の中の楽園 LOCKED PARADISE，1999年4月  ISBN 4061820621.）
- 《囚徒》（日语：とらわれびと ASYLUM，1999年10月  ISBN 4061820974.）
- 《吃记号的魔女》（日语：記号を喰う魔女 FOOD CHAIN，2000年5月  ISBN 4061821288.）
- 《学园祭的恶魔》（日语：2002年2月  ISBN 4061822357.）
- 《透明人》（日语：透明人間 UBIQUITY，2003年10月  ISBN 4061823361.）

### 萩原重化学工業系列
- 《萩原重化学工业连续杀人事件》（日语：萩原重化学工業連続殺人事件 Knockin' on Heaven's Door，2009年6月  ISBN 4061826468.
- 《女王暗杀》（日语：女王暗殺 Ordinary World Special World，2010年1月  ISBN 4061827006.

### 松浦純菜・八木剛士系列
- （2005年2月  ISBN 4061824139）
- （2005年7月  ISBN 4061824376）
- （2006年6月  ISBN 4061824759）
- （2006年8月  ISBN 4061824953）
- （2006年11月  ISBN 4061825046）
- （2007年4月  ISBN 4061825224）
- （2007年9月  ISBN 4061825607）
- （2008年7月  ISBN 4061825933）
- （2008年11月  ISBN 4061826190）

### 桑原銀次郎系列
- （2013年3月 幻冬舍文庫 ISBN 4344419928）
- （2013年10月 幻冬舍文庫 ISBN 4344420888）
- （2014年4月 幻冬舍文庫 ISBN 4344421752）
- （2015年12月 幻冬舍文庫 ISBN 9784344424142）

### 非系列
- （2001年5月  ISBN 4061821903 / 2013年2月 講談社文庫 ISBN 4062774585）
- 她不存在（彼女は存在しない）（2001年8月 幻冬舍 ISBN 4344001095 / 2003年10月 幻冬舍文庫 ISBN 4344404416）
  - 2025年预定 江苏凤凰文艺出版社（出版）ISBN 978-7-5594-9893-9
- 破碎的杀意（こわれもの）（2002年4月 トクマ・ノベルズ ISBN 4198505608 / 2013年5月 德間文庫 ISBN 4198936862 / 2020年6月 德間文庫【新装版】 ISBN 9784198945633）
  - 2025年6月  磨铁文化文治图书（出品）贵州人民出版社（出版）ISBN 9787221188854
- （2002年5月  ISBN 4061822470）
- （2002年10月 幻冬舍文庫 ISBN 4344402790）
- （2002年11月 幻冬舍 ISBN 434400261X / 2005年3月 幻冬舍文庫 ISBN 434440615X）
- （2014年10月 幻冬舍文庫 ISBN 9784344422599）
- （2015年6月 德間文庫 ISBN 9784198939755）
- （2015年10月 祥伝社 ISBN 9784396634827）
  - 【改題】（2018年9月 祥伝社文庫 ISBN 9784396344528）
- （2016年10月 祥伝社文庫 ISBN 9784396342531）
- （2017年4月 角川文庫 ISBN 9784041047750）
- （2017年10月 幻冬舍文庫 ISBN 9784344426528）
- （2018年10月 幻冬舍文庫 ISBN 9784344427891）
- （2019年2月 実業之日本社文庫 ISBN 9784408554600）
- 德尔塔的悲剧（ 2019年12月 角川文庫 ISBN 9784041083147）
  - 2022年11月 磨铁文化文治图书（出品）四川文艺出版社（出版） ISBN 978-7-5411-6432-3
- （2020年5月 ハルキ文庫 ISBN 9784758443371）

### 单行本未收录短篇
獸系列
- （刊登）
- （刊登）
- （刊登）

其他
- （刊登）
- （刊登）
- （ ISBN 9784061827073 に収録）
- （文庫版【上・下】）
- （幻冬舍 電子書籍）